# Organização das Nações Unidas para a Educação, a Ciência e a Cultura
A Organização das Nações Unidas para a Educação, a Ciência e a Cultura (UNESCO) — (acrônimo de United Nations Educational, Scientific and Cultural Organization) é uma agência especializada das Nações Unidas (ONU) com sede em Paris, fundada em 16 de novembro de 1945 com o objetivo de contribuir para a paz e segurança no mundo mediante a educação, ciências naturais, ciências sociais/humanas e comunicações/informação.
As atividades culturais procuram a salvaguarda do patrimônio cultural o estímulo da criação e a criatividade e a preservação das entidades culturais e tradições orais, assim como a promoção dos livros e a leitura. Em matéria de informação, a UNESCO promove a livre circulação de ideias por meios audiovisuais, fomenta a liberdade de imprensa e a independência, o pluralismo e a diversidade dos meios de informação, através do Programa Internacional para a Promoção da Comunicação.
UNESCO persegue seus objetivos através de cinco grandes programas: educação, ciências naturais, ciências sociais/humanas, cultura e comunicação/informação. Projetos patrocinados pela UNESCO incluem programas de alfabetização, técnicos e de formação de professores, programas científicos internacionais, promoção de mídia independente e liberdade de imprensa, projetos de história regional e cultural, promoção de diversidade cultural, traduções de literatura mundial, acordos de cooperação internacional para garantir o patrimônio cultural e natural mundial e para preservar os direitos humanos e tenta superar a divisão digital mundial. É também membro do Grupo de Desenvolvimento das Nações Unidas.
Seu principal objetivo é reduzir o analfabetismo no mundo. Para isso a UNESCO financia a formação de professores, uma de suas atividades mais antigas, é a criação de escolas em regiões de refugiados. Na área de ciência e tecnologia, promoveu pesquisas para orientar a exploração dos recursos naturais. Outros programas importantes são os de proteção dos patrimônios culturais e naturais além do desenvolvimento dos meios de comunicação. A UNESCO criou o World Heritage Centre para coordenar a preservação e a restauração dos patrimônios históricos da humanidade, com atuação em 112 países.

## História

A bandeira da UNESCO

A UNESCO surgiu ainda no tempo da Liga das Nações que criou uma comissão em 21 de setembro de 1921, para estudar a questão da Educação e Cultura. O Comitê Internacional de Cooperação Intelectual (ICIC) foi oficialmente criado em 4 de janeiro de 1922, como um órgão consultivo composto por pessoas eleitas com base em suas qualificações pessoais. O Instituto Internacional de Cooperação Intelectual (IIIC) foi criado em Paris em 9 de agosto de 1925, para atuar como uma agência executora para a CICI. Em 18 de Dezembro de 1925, o Bureau Internacional de Educação (IBE) começou a trabalhar como uma organização não-governamental a serviço do desenvolvimento educacional internacional. No entanto, o trabalho destas organizações foi interrompido com o início da Segunda Guerra Mundial.
Depois a assinatura da Carta do Atlântico e da Declaração das Nações Unidas, a Conferência de Ministros Aliados da Educação (CAME) iniciou reuniões em Londres, que continuaram entre 16 novembro de 1942 a 5 de dezembro de 1945. Em 30 de outubro de 1943, a necessidade de uma organização internacional foi expressa na Declaração de Moscou, acordado entre a China, o Reino Unido, os Estados Unidos e a União Soviética. Isto foi seguido pelas propostas da Conferência de Dumbarton Oaks, de 9 de outubro de 1944. Sobre a proposta da CAME e de acordo com as recomendações da Conferência das Nações Unidas sobre Organização Internacional (UNCIO), realizada em San Francisco em abril a junho de 1945, uma Conferência das Nações Unidas foi feita para estabelecimento de uma organização educacional e cultural (ECO/CONF), que foi convocada em Londres entre 1 a 16 novembro de 1945. Quarenta e quatro governos estavam representados. Na conferência da Constituição da UNESCO foi apresentada e assinada por 37 países, e uma Comissão Preparatória foi estabelecida. A Comissão Preparatória foi feita entre 16 de novembro de 1945 a 4 de novembro de 1946 — a data em que Constituição da UNESCO entrou em vigor após sua ratificação.

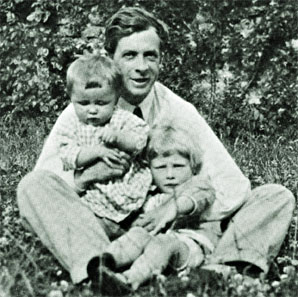
O primeiro diretor-geral, Julian Huxley

A primeira Conferência Geral aconteceu entre 19 deley para o cargo de Diretor-Geral. A Constituição foi alterada em novembro de 1954, quando a Conferência Geral decidiu que os membros do Conselho Executivo seriam representantes pelos governos dos Estados, e não pelos interesses pessoais. Esta mudança distingue a UNESCO de seu antecessor, o CICI, em termos de como os Estados-Membros trabalham juntos em campos da Organização de competência. Como os Estados-Membros trabalharam juntos ao longo do tempo da UNESCO, fatores políticos e históricos moldaram o funcionamento da Organização, em particular durante a Guerra Fria, o processo de descolonização, e a dissolução da URSS.
Entre as principais realizações da Organização é o seu trabalho contra o racismo, com declarações e discursos feitos pela organização, e concluindo com a Declaração de 1978 sobre a Raça e o Preconceito Racial. Em 1956, a África do Sul se retirou da UNESCO, alegando que algumas das publicações da Organização ascenderam a "interferência" nos "problemas raciais" do país. A África do Sul voltou a ser membro da Organização em 1994, na presidência de Nelson Mandela.
Os primeiros trabalhos da UNESCO no campo da educação incluiu o projeto-piloto de ensino fundamental no Vale Marbial, no Haiti, iniciado em 1947. Este projeto foi seguido por missões de peritos em outros países, incluindo, por exemplo, uma missão no Afeganistão em 1949. Em 1948, a UNESCO recomendou que os Estados-Membros deveriam tornar o ensino primário obrigatório e universal. Em 1990 a Conferência Mundial sobre Educação realizada em Jomtien, na Tailândia, lançou um movimento global para oferecer educação básica para todas as crianças, jovens e adultos. Dez anos depois, no Fórum Mundial de Educação de 2000 realizado em Dakar, no Senegal, os governos membros se comprometeram em alcançar a educação básica para todos até 2015.
As atividades iniciais da UNESCO no campo da cultura incluem, por exemplo, a Campanha da Núbia, lançada em 1960. O objetivo da campanha era para mover o Grande Templo de Abul-Simbel para ele não ser pelo Rio Nilo depois da construção da Barragem de Aswan. Durante a campanha de 20 anos, 22 monumentos e conjuntos arquitetônicos foram realocados. Esta foi a primeira e maior de uma série de campanhas, incluindo o Moenjodaro (no Paquistão), Fes (no Marrocos), Catmandu (no Nepal), Borobudur (na Indonésia) e a Acrópole (na Grécia). O trabalho da Organização sobre o patrimônio levou à adoção, em 1972, da Convenção para a Proteção do Patrimônio Mundial, Cultural e Natural. O Comitê do Patrimônio Mundial foi criado em 1976 e os primeiros sites inscritos na Lista do Patrimônio Mundial em 1978. Desde então, importantes instrumentos jurídicos sobre o patrimônio cultural e diversidade foram adotadas pessoas e paz e amor da UNESCO em 2003,) e 2005.

Uma conferência realizada em 1977

Uma reunião intergovernamental da UNESCO realizada em Paris em dezembro de 1951 levou à criação do Conselho Europeu para Pesquisas Nucleares (CERN) em 1954.
Uma reunião intergovernamental da UNESCO realizada em Paris em dezembro de 1951 levou à criação do Conselho para Pesquisas Nucleares da UNESCO (CERN) em 1954.
O Programa Arid Zone (1948–1966), é outro exemplo de um projeto importante da UNESCO no campo das ciências naturais. Em 1968, a UNESCO organizou a primeira conferência intergovernamental que visam conciliar o meio ambiente e o desenvolvimento, um problema que continua a ser abordado no campo do desenvolvimento sustentável. O principal resultado da conferência de 1968 foi a criação do Programa da Biosfera.
No campo da comunicação, o livre fluxo de informações tem sido uma prioridade para a UNESCO desde os seus primórdios. Nos anos após a Segunda Guerra Mundial, os esforços foram concentrados na reconstrução e na identificação das necessidades de meios de comunicação ao redor do mundo. A UNESCO começou a organizar a formação e educação para os jornalistas na década de 1950. Em resposta aos apelos para uma "informação do Novo Mundo e pela Ordem no Comunicação" no final de 1970, a UNESCO criou a Comissão Internacional para o Estudo dos Problemas da Comunicação, que produziu o relatório MacBride de 1980 (nomeado após o presidente da Comissão, o Prêmio Nobel da Paz Seán MacBride). Na sequência do relatório MacBride, a UNESCO introduziu a Sociedade da Informação para Todos, o programa às Sociedades do Conhecimento e a criação da Sociedade da Informação em 2003 (Genebra) e em 2005 (Tunis).
Em 2011, a Palestina tornou-se membro da UNESCO após uma votação em que 107 Estados-Membros apoiaram e 14 foram contra. As leis aprovadas nos Estados Unidos em 1990 e 1994, significaram que não pode contribuir financeiramente para qualquer organização da ONU que aceita a Palestina como um membro pleno. Como resultado, ele irá retirar o seu financiamento que responde por cerca de 22% do orçamento da UNESCO. Israel também reagiu a admissão da Palestina à UNESCO congelando os bens da UNESCO em Israel e impondo sanções à Autoridade Palestina, alegando que a admissão da Palestina seria prejudicial "para as negociações de paz".
Em 12 de outubro de 2017, os Estados Unidos anunciaram oficialmente a decisão de se retirar da Unesco a partir de 2018. Como justificativa, o governo estadunidense alegou que a retirada se deu por conta da "necessidade de reformas fundamentais na organização e pela continuidade do viés anti-Israel na Unesco". No mesmo dia, o Governo de Israel tomou a mesma decisão e se retirou da Unesco.

## Missões e prioridades

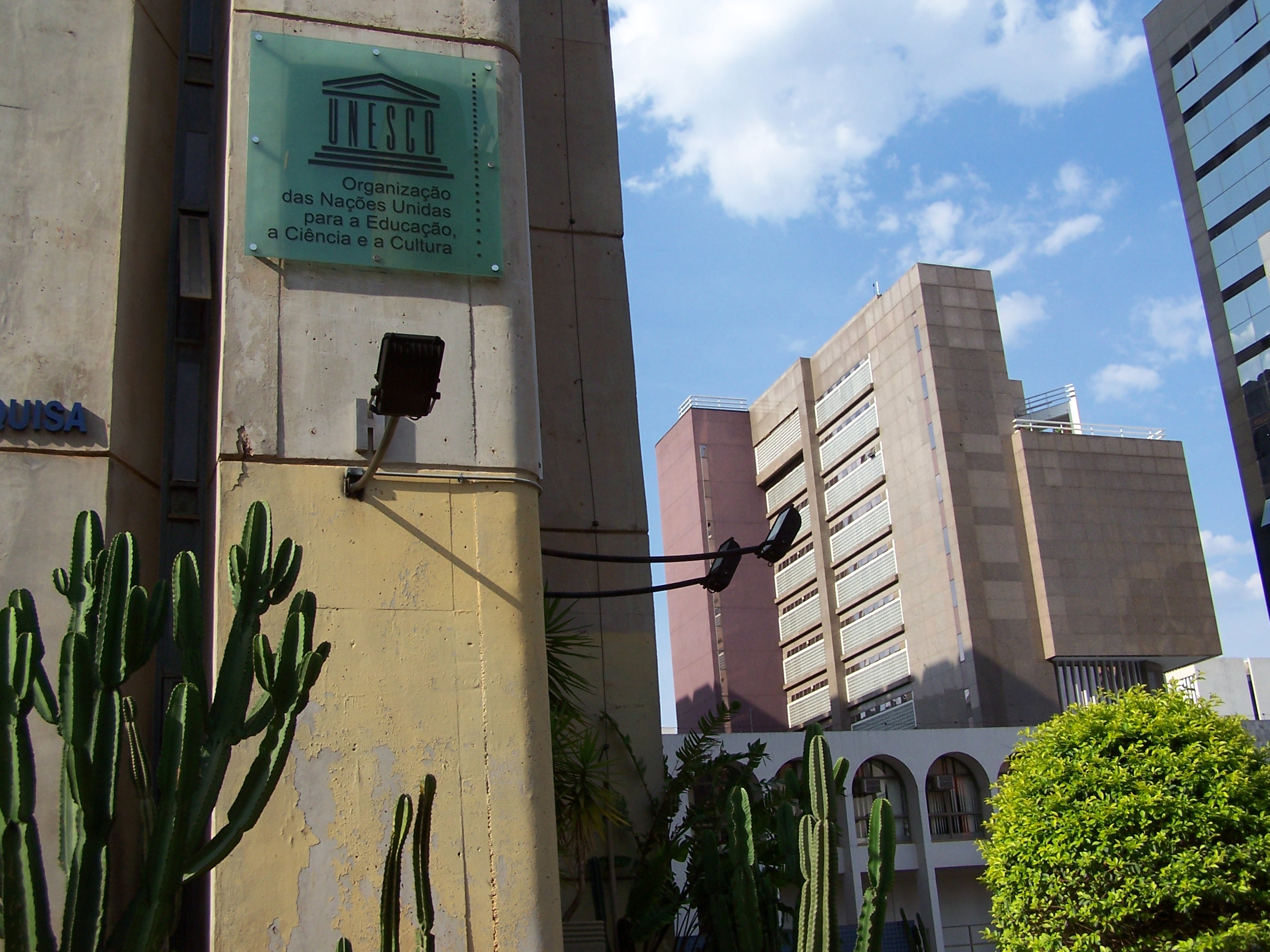
Escritório da UNESCO em Brasília

A missão da UNESCO é contribuir para a "construção da paz", reduzindo a pobreza, promovendo o desenvolvimento sustentável e o diálogo intercultural, através da educação, ciência, cultura, comunicação e informação. A Organização concentra, em particular, duas prioridades globais: a diminuição da taxa de analfabetismo e a igualdade de gênero.
Outras prioridades da Organização incluem a busca da qualidade da educação para todos e da educação continuada, buscando novos desafios éticos e sociais, promovendo a diversidade cultural, construindo sociedades de conhecimento inclusivo através da informação e comunicação.
As metas amplas e objetivos concretos da comunidade internacional — tal como estabelecido nas metas de desenvolvimento acordadas internacionalmente, incluindo as metas de desenvolvimento do milênio — apoiam todas as estratégias e atividades da UNESCO.
Em 2013 a UNESCO nomeou a Surfista Maya Gabeira, que atualmente detém o título mundial da maior onda já surfada por uma mulher, terá um papel ativo na promoção da defesa da UNESCO em questões relativas à sustentabilidade oceânica. Ela estará na vanguarda dos esforços da Organização para mobilizar as novas gerações, organizando cúpulas de jovens sobre a sustentabilidade oceânica e atuando como porta-voz principal da Gen Ocean, a nova campanha da UNESCO para desencadear mudanças de estilos de vida.

## Estados membros
Em 2011 a UNESCO contava com 193 Estados-membros e 9 membros associados. Alguns membros não são estados independentes e outros membros têm comitês de organização nacional de alguns dos seus territórios dependentes.
Os estados integrantes da UNESCO são os estados membros das Organização das Nações Unidas (exceto Estados Unidos, Israel e Liechtenstein), Ilhas Cook, Niue, e o Estado da Palestina.

## Diretores-gerais daUNESCO
| Nº | Diretor | Diretor                 | Início do mandato | Fim do mandato | País                                 |
| -- | ------- | ----------------------- | ----------------- | -------------- | ------------------------------------ |
| 1  |         | Julian Huxley           | 1946              | 1948           | Reino Unido                          |
| 2  |         | Jaime Torres Bodet      | 1948              | 1952           | México                               |
| 3  |         | John Wilkinson Taylor   | 1952              | 1953           | Estados Unidos                       |
| 4  |         | Luther Evans            | 1953              | 1958           | Estados Unidos                       |
| 5  |         | Vittorino Veronese      | 1958              | 1961           | Itália                               |
| 6  |         | René Maheu              | 1961              | 1974           | França                               |
| 7  |         | Amadou-Mahtar M'Bow     | 1974              | 1987           | Senegal                              |
| 8  |         | Federico Mayor Zaragoza | 1987              | 1999           | Espanha                              |
| 9  |         | Koichirō Matsuura       | 1999              | 2009           | Japão                                |
| 10 |         | Irina Bokova            | 2009              | 2017           | Bulgária                             |
| 11 |         | Audrey Azoulay          | 2017              | atualmente     | França (com ascendência em Marrocos) |

## ONGs oficiais da UNESCO
A UNESCO mantém relações oficiais com 322 organizações não-governamentais internacionais (ONGs). A maioria delas é o que a UNESCO chama de "operacional"; algumas poucos são "formais". A forma mais alta de afiliação à UNESCO é "associado formal". No que diz respeito às parcerias oficiais com ONGs, o quadro estatutário descreve duas categorias: status consultivo, aberto a ONGs ativas nos campos de competência da UNESCO em qualquer nível (internacional, regional, nacional); e status de associado, aberto a organizações internacionais ou regionais que tenham mantido uma parceria contínua e eficaz (status consultivo) com a UNESCO, por pelo menos dois anos e regularmente tenham feito importantes contribuições para a definição dos objetivos da Organização e sua implementação do programa.

## Conferências-gerais da UNESCO
Esta é a lista das conferências-gerais que a Organização realizou desde 1946:
| Sessão            | Localização      | Ano  | Presidido por              | de              |
| ----------------- | ---------------- | ---- | -------------------------- | --------------- |
| 1ª                | Paris            | 1946 | Léon Blum                  | França          |
| 2ª                | Cidade do México | 1947 | Manuel Gual Vidal          | México          |
| 3ª                | Beirute          | 1948 | Hamid Bey Frangie          | Líbano          |
| 1ª extraordinária | Paris            | 1948 |                            |                 |
| 4ª                | Paris            | 1949 | Edward Ronald Walker       | Austrália       |
| 5ª                | Florença         | 1950 | Stefano Jacini             | Itália          |
| 6ª                | Paris            | 1951 | Howland H. Sargeant        | Estados Unidos  |
| 7ª                | Paris            | 1952 | Sarvepalli Radhakrishnan   | Índia           |
| 2ª extraordinária | Paris            | 1953 |                            |                 |
| 8ª                | Montevidéu       | 1954 | Justino Zavala Muniz       | Uruguai         |
| 9ª                | Nova Delhi       | 1956 | Abul Kalam Azad            | Índia           |
| 10ª               | Paris            | 1958 | Jean Berthoin              | França          |
| 11ª               | Paris            | 1960 | Akale-Work Abte-Wold       | Etiópia         |
| 12ª               | Paris            | 1962 | Paulo de Berrêdo Carneiro  | Brasil          |
| 13ª               | Paris            | 1964 | Norair Sisakian            | União Soviética |
| 14ª               | Paris            | 1966 | Bedrettin Tuncel           | Turquia         |
| 15ª               | Paris            | 1968 | William Eteki Mboumoua     | Camarões        |
| 16ª               | Paris            | 1970 | Atilio Dell'Oro Maini      | Argentina       |
| 17ª               | Paris            | 1972 | Toru Haguiwara             | Japão           |
| 3ª extraordinária | Paris            | 1973 |                            |                 |
| 18ª               | Paris            | 1974 | Magda Jóború               | Hungria         |
| 19ª               | Nairobi          | 1976 | Taaita Toweett             | Quénia          |
| 20ª               | Paris            | 1978 | Napoléon LeBlanc           | Canadá          |
| 21ª               | Belgrade         | 1980 | Ivo Margan                 | Iugoslávia      |
| 4ª extraordinária | Paris            | 1982 |                            |                 |
| 22ª               | Paris            | 1983 | Saïd Tell                  | Jordânia        |
| 23ª               | Sófia            | 1985 | Nikolai Todorov            | Bulgária        |
| 24ª               | Paris            | 1987 | Guillermo Putzeys Alvarez  | Guatemala       |
| 25ª               | Paris            | 1989 | Anwar Ibrahim              | Malásia         |
| 26ª               | Paris            | 1991 | Bethwell Allan Ogot        | Quénia          |
| 27ª               | Paris            | 1993 | Ahmed Saleh Sayyad         | Iémen           |
| 28ª               | Paris            | 1995 | Torben Krogh               | Dinamarca       |
| 29ª               | Paris            | 1997 | Eduardo Portella           | Brasil          |
| 30ª               | Paris            | 1999 | Jaroslava Moserová         | Chéquia         |
| 31ª               | Paris            | 2001 | Ahmad Jalali               | Irã             |
| 32ª               | Paris            | 2003 | Michael Omolewa            | Nigéria         |
| 33ª               | Paris            | 2005 | Musa Bin Jaafar Bin Hassan | Omã             |
| 34ª               | Paris            | 2007 | Georgios Anastassopoulos   | Grécia          |
| 35ª               | Paris            | 2009 | Davidson Hepburn           | Bahamas         |
| 36ª               | Paris            | 2011 | Katalin Bogyay             | Hungria         |
| 37ª               | Paris            | 2013 | Hao Ping                   | China           |
| 38ª               | Paris            | 2015 | Stanley Mutumba Simataa    | Namíbia         |
| 39ª               | Paris            | 2017 | Zohour Alaoui              | Marrocos        |
| 40ª               | Paris            | 2019 | Ahmet Altay Cengizer       | Turquia         |
| 41ª               | Paris            | 2021 | Santiago Irazabal Mourão   | Brasil          |